# Астросклереиди
Астросклереиди су склереиди звездастог облика.

## Карактеристике
То су релативно кратке ћелије које имају већи број дугачких израштаја, који могу бити зашиљени. Радијално су распоређени, мада показују варијабилност у распореду и изгледу саме ћелије, судећи према оним нађеним у лисној дршци камелије. Оно што је још карактеристично за њих је лигнификован секундарно задебљали зид.

## Примери
У биљним органима се налазе појединачно (идиобласти) или у мањим групама. Има их у кори стабла појединих дрвенастих биљака попут јеле и ариша, као и у мезофилу листова чаја и маслине. Листови локвања имају велике астросклереиде који се пружају дуж читавог попречног пресека.